# M-CABI
『m-CABI』（エム・キャビ）は、ポルノグラフィティの6作目のオリジナルアルバム。2006年11月22日にSME Recordsよりリリースされた。

## 概要
前作『THUMPχ』から約1年半ぶりのリリース。2005年から2006年にかけてのヒットシングル「ジョバイロ」「DON'T CALL ME CRAZY」「ハネウマライダー」、本作のリードシングル「Winding Road」など、全17曲が収録されている。
アルバムタイトルの『m-CABI』は、曲のおもちゃ箱を意味する"music-CABINET"を略したもので、他にも"mind-CABINET"という意味もある。これらは本作の制作にあたり、色とりどりの楽曲をアルバム1枚の作品として楽しめるよう整えたことに由来するものとなっており、2006年のポルノグラフィティのMusicとMindが詰まったアルバムとなっている。
1曲1曲が本作に収録されるための必然性を持ったアルバムにするために、楽曲を共通項や意味を持ったカテゴリーに分ける=各キャビネットに収納するというコンセプトがあり、キャビネットの仕切りとして「m-NAVI」と呼ばれる4曲のインタールードが収録されている。これらのアイデアは「6枚目のアルバムならではの特徴づけをしたい」「6枚目のアルバムに入っている曲たちを印象深いものにしたい」という思いから生まれたものだという。
初回限定生産盤はキャビネットBOX仕様で、「NaNaNa ウィンターガール」を収録したエクストラトラックCDが付属する。
2007年3月から6月にかけて、本作を引っ提げた自身初の全国アリーナツアー『8thライヴサーキット "OPEN MUSIC CABINET"』を開催。同ツアーをナビゲートする楽曲として「m-NAVI」シリーズのフルバージョンにあたる楽曲「m-FLOOD」が2007年2月28日に配信限定リリースされた。

## 収録曲
| #         | タイトル                                                 | 作詞      | 作曲      | 編曲                            | 時間  |
| --------- | -------------------------------------------------------- | --------- | --------- | ------------------------------- | ----- |
| 1.        | 「m-NAVI 1 "Ride on!! Blue vehicle!"」                   |           | 岡野昭仁  | ak.homma, Porno Graffitti       | 0:35  |
| 2.        | 「ハネウマライダー」                                     | 新藤晴一  | ak.homma  | ak.homma, Porno Graffitti       | 4:47  |
| 3.        | 「BLUE SKY」                                             | 岡野昭仁  | 岡野昭仁  | ak.homma, Porno Graffitti       | 4:24  |
| 4.        | 「BLUE SNOW」                                            | 新藤晴一  | ak.homma  | ak.homma, Porno Graffitti       | 4:20  |
| 5.        | 「m-NAVI 2 "Keep on having fun with the MUSIC CABINET"」 |           | 岡野昭仁  | ak.homma, Porno Graffitti       | 0:25  |
| 6.        | 「Winding Road」                                         | 岡野昭仁  | 岡野昭仁  | ak.homma, Porno Graffitti       | 4:58  |
| 7.        | 「休日」                                                 | 岡野昭仁  | ak.homma  | ak.homma, Porno Graffitti       | 4:46  |
| 8.        | 「NaNaNa サマーガール」                                  | 新藤晴一  | 新藤晴一  | ak.homma, Porno Graffitti       | 4:01  |
| 9.        | 「DON'T CALL ME CRAZY」                                  | 新藤晴一  | 新藤晴一  | ak.homma, Porno Graffitti       | 4:01  |
| 10.       | 「ジョバイロ」                                           | 新藤晴一  | ak.homma  | ak.homma, Porno Graffitti       | 4:22  |
| 11.       | 「m-NAVI 3 "Ready? Silvia, Geronimo, and Lily?"」        | 新藤晴一  | 岡野昭仁  | ak.homma, Porno Graffitti       | 2:01  |
| 12.       | 「月明りのシルビア」                                     | 岡野昭仁  | 新藤晴一  | Porno Graffitti, 野崎ブラザーズ | 3:36  |
| 13.       | 「Mr.ジェロニモ」                                        | 岡野昭仁  | 岡野昭仁  | ak.homma, Porno Graffitti       | 4:16  |
| 14.       | 「横浜リリー」                                           | 新藤晴一  | ak.homma  | ak.homma, Porno Graffitti       | 5:01  |
| 15.       | 「m-NAVI 4 "Let's enjoy till the end"」                  | 新藤晴一  | 岡野昭仁  | ak.homma, Porno Graffitti       | 0:57  |
| 16.       | 「ライン」                                               | 新藤晴一  | 岡野昭仁  | ak.homma, Porno Graffitti       | 4:28  |
| 17.       | 「グラヴィティ」                                         | 新藤晴一  | 新藤晴一  | ak.homma, Porno Graffitti       | 5:04  |
| 合計時間: | 合計時間:                                                | 合計時間: | 合計時間: | 合計時間:                       | 62:02 |

| #         | タイトル                    | 作詞・作曲 | 編曲                      | 時間 |
| --------- | --------------------------- | ---------- | ------------------------- | ---- |
| 1.        | 「NaNaNa ウィンターガール」 | 新藤晴一   | ak.homma, Porno Graffitti | 4:52 |
| 合計時間: | 合計時間:                   | 合計時間:  | 合計時間:                 | 4:52 |

## 楽曲解説
1. 「m-NAVI 1 "Ride on!! Blue vehicle!"」
  - 本楽曲からトラック4までが、メンバー曰く“乗り物・青コーナー”[9][10]。
  - アルバムの始まりを告げるインストで、左右に振り分けられたエレキギターの音が特徴的なナンバー。
  - 「m-NAVI 1」に「ウェンディの薄い文字（本作のリードシングルの3曲目）」から繋がっている感じを出したいという岡野の希望により、イントロには「ウェンディの薄い文字」に引き続き、Julia Oshikによるセリフが入れられている[5]。
  - アウトロにバイクのエンジン音が聞こえると、流れるように次曲「ハネウマライダー」へと続く。このエンジン音は新藤のハーレーダビッドソンをわざわざ運んできて録った音である[5]。
2. 「ハネウマライダー」
  - 20thシングル。
  - 歌詞のモチーフはバイク[11]。
3. 「BLUE SKY」
  - 歌詞のモチーフはバス[11]。青（BLUE）がテーマの1曲。
  - ポップな曲調となっており、新藤曰く「曲は（岡野）昭仁っぽいけど、詞は昭仁っぽくない」[要出典]。
4. 「BLUE SNOW」
  - 歌詞のモチーフは車。青（BLUE）がテーマの1曲。
  - 「ゲレンデで流れてそうな曲」という理由から、「Ski music」という仮タイトルが付けられていた[5]。
  - 歌詞中には「天気職人」が登場しており、アウトロではうっすらと同曲のイントロがノイズ入りで流れるなど、遊び心が感じられる楽曲となっている[11]。
  - 「天気職人」のイントロが流れた後、そのまま繋がるように次曲「m-NAVI 2」が始まる。
5. 「m-NAVI 2 "Keep on having fun with the MUSIC CABINET"」
  - 本楽曲からトラック10までが、メンバー曰く“シングルコーナー”[注釈 1][10][12]。
  - 前曲のアウトロによって繋がる形で本楽曲に入る。演奏時間は25秒と本作では最短。
  - 他の「m-NAVI」とは大きく曲調が異なるが、さりげなく流れているアコースティック・ギターのパターンは同様である。
6. 「Winding Road」
  - 21stシングル。
7. 「休日」
  - フォーク・バラードナンバーで、岡野のダブル・ボイスで録音されている[要出典]。
  - 曲自体は「愛が呼ぶほうへ」と同時期に出来上がっており[13]、本作への収録にあたり歌詞が書き加えられている[14]。
8. 「NaNaNa サマーガール」
  - 18thシングル。
9. 「DON'T CALL ME CRAZY」
  - 19thシングル（両A面）の2曲目。
10. 「ジョバイロ」
  - 19thシングル（両A面）の1曲目。
11. 「m-NAVI 3 "Ready? Silvia, Geronimo, and Lily?"」
  - 本楽曲からトラック14までが、メンバー曰く“架空の人物コーナー”[15][10]。
  - エレキギターの音が大きくなったことを除けば「m-NAVI 1」と変わりはないが、本楽曲には歌詞が付き、Bメロやサビも追加され、演奏時間が長くなっている。
  - タイトルにもあるシルビア、ジェロニモ、リリーは“架空の人物コーナー”の3曲のタイトルに含まれる人名から。また、これら人名は最後の歌詞に登場している。
12. 「月明りのシルビア」
  - 切なくも美しい踊り子「シルビア」を題材としたハードロック調の楽曲[16]。
  - アマチュア時代を思い出し、楽器やマイクのセッティングからレコーディングまで全て自分たちで行った。また、"質感の違い"を求め、カセットMTRで録音しているが[注釈 2]、これにはアマチュア時代からの成長ぶりを見るという要素があったという[5]。
  - イントロとアウトロではレコーダーの録音ボタン、停止ボタンを押す際に鳴る「ガチャッ」という音が使われている[5]。これはカセットMTRを愛用していた「アマチュア時代より機材自体の性能が上がっていた」「ベースとドラムの腕が良かった」ためにカセットMTRで録音したことがわかりづらかったことから加えられた演出である[5]。
13. 「Mr.ジェロニモ」
  - 「勢いを大事にしたい」という意図から、あえてテイクを重ねていない楽曲となっている[17]。
14. 「横浜リリー」
  - 周りから「リリー」と呼ばれている女性の視点から描かれた楽曲[18]。また、歌詞中には「本牧」や「汽車道」といった横浜に関する単語が登場する。
  - イントロを始め、随所に使用されている印象的な音色は、シタールという楽器によるもの[5][16]。そのため、仮タイトルは「シタール」であった[5]。
  - ベストアルバム『PORNO GRAFFITTI BEST JOKER』にも収録された。
15. 「m-NAVI 4 "Let's enjoy till the end"」
  - 本楽曲からトラック17までが、メンバー曰く“最後まで楽しんでコーナー”[19][10]。
  - 基本的には「m-NAVI 1」や「m-NAVI 3」と曲自体に変わりはないが、エレキギターの音色がより歪み、打ち込み音が増えている。また、「m-NAVI 3」と同じく歌詞がついているが、こちらは英語詞であり、演奏時間も「m-NAVI 3」と比べるとずっと短い。また歌詞中にはThe Beatles、Radiohead、Mr.Childrenといったバンド名が登場している。
16. 「ライン」
  - 情感あふれるギターと切ないストリングスが哀愁漂うミディアム・バラード[20]。
  - 「良い歌詞が書けそうだというニオイがした」という理由から、新藤が作詞を担当した[6]。タイトルはなかなか良いものが思い浮かばず、仮タイトルは「友達のままで」「Dear My Friend」など約20個に及び[5]、4ヶ月もの長考の末、候補にはなかった「ライン」となった[5]。
  - 本作リリース直後に出演したテレビ朝日系『ミュージックステーション』[21]で披露され、ベストアルバム『PORNO GRAFFITTI BEST ACE』にも収録された。
17. 「グラヴィティ」
  - 本作リリース前の『横浜ロマンスポルノ'06 〜キャッチ ザ ハネウマ〜』で披露したギターインストをアレンジした楽曲[22]。
  - 音源化こそされていないが、日本のミュージカルシーンで活躍中の女性3人によるユニット「gravity」への提供曲である[23]。
  - 歌詞を書く際、新藤はいしいしんじの『ぶらんこ乗り』に影響を受けたという。大サビはコーラスがメインとなっており、岡野はフェイクを入れている。
  - アウトロでは3拍子となり、新藤が初めてメロディオンに挑戦している。アウトロはフェードアウトしていき、終わりに「m-NAVI 1」同様にJulia Oshikiの声が入り、アルバムを締めくくる。
  - ベストアルバム『PORNO GRAFFITTI BEST JOKER』にも収録された[注釈 3]。

Extra-Track CD
1. 「NaNaNa ウィンターガール」
  - 「NaNaNa サマーガール」の続編[注釈 4]。
  - メンバー曰く大滝詠一の「君は天然色」のオマージュソングで、曲・アレンジはナイアガラ・レーベル（大滝詠一の主宰していたレーベル）に捧げたものだという[6]。歌詞中には「君は天然色」というフレーズが登場するなど、同楽曲を意識した楽曲となっている[注釈 5][6]。
  - イントロは「グラヴィティ」のアウトロと同一のメロディで、エキストラトラックとして『m-CABI』の一部であるということがアピールされている。
  - 本作の収録曲としては最後にレコーディングされた楽曲で、レコーディングの打ち上げとして録った曲だという[6]。また、アレンジのコンセプトが「ウォール・オブ・サウンド（同じ楽器を何名かで演奏し、それを重ねて音に厚みを出し、音の壁を作るレコーディング方法）」であったことから、岡野と新藤がサブのドラムに挑戦している[5]。
  - アウトロではテンポアップして曲調が変わってフェイドアウトしていく。アウトロのフレーズがいかにもその後に歌が始まるようなメロディーになったため、「架空の歌詞作っちゃおうか」と盛り上がったことから、フェードアウト寸前に岡野がアドリブで「カレーにも飽きたし…」と小さく呟いている[注釈 6][5]。

## 演奏
Extra-Track CD収録の「NaNaNa ウィンターガール」は（#18）と表記。
Porno Graffitti
- 岡野昭仁: Vocal, Chorus, Guitar,  Chromatic Harmonica（#6）, Add Drums（#18）, Piano（#18）
- 新藤晴一: Guitar, Chorus, Melodeon（#17）, Add Drums（#18）, Vibraslap（#18）

Additional Musician
- Drums: 松永俊弥（#3,#6,#7,#8,#13,#14,#16-#18）, 村石雅行（#2,#9,#10）, 野崎真助（#12）
- Bass: 美久月千晴（#10,#17,#18）, 根岸孝旨（#3,#6,#14,#15）, 亀田誠治（#2）, 野崎森男（#8,#9,#12,#13）
- Percussion: 三沢またろう（#2,#4,#6#7,#10,#13,#14,#16-#18）, 村岡航（#18）
- Violin Solo: NAOTO（#10）
- Sax Solo: 竹山良成（#4）
- Strings: 弦一徹 Strings（#3,#4,#7,#14）, NAOTO Strings（#2,#6,#10,#16）, 金原千恵子 Strings（#17）
- Trombone: 佐野聡（#13）
- Trumpet: 西村浩二, 木幡光邦（#13）
- Tenor Sax: 吉田治（#13）
- Bandoneon: 啼鵬（#10）
- Chorus: 佐々木久美（#8）, うぐいすボーイズ（#9,#17）
- Clap: パチパチぱっちんず（#10,#17）
- Child: Julia Oshiki（#1,#17）
- Piano, Wurlitzer, Rhodes, Hammond Organ, All Other Instruments: ak.homma（#1-#4,#6-#11,#13-#18）
- Synthesist: 飯田高広（#1-#4,#6-#11,#13-#18）
- E.Guitar Sound Designer: 遠藤太郎（#1-#4,#6-#11,#13-#18）
- Guitar Master: 小倉博和（#8）
- Chromatic Harmonica Adviser: 佐野聡（#6）

## 収録作品
| タイトル | タイトル                                             | 収録作品 |
| -------- | ---------------------------------------------------- | --- |
| 1        | m-NAVI 1 "Ride on!! Blue vehicle!"                   | - ライヴ映像 - ライヴ映像作品『"OPEN MUSIC CABINET" LIVE IN SAITAMA SUPER ARENA 2007』 |
| 2        | ハネウマライダー                                     | →「 ハネウマライダー#収録作品 」を参照 |
| 3        | BLUE SKY                                             | - ライヴ映像 - ライヴ映像作品『"OPEN MUSIC CABINET" LIVE IN SAITAMA SUPER ARENA 2007』 |
| 4        | BLUE SNOW                                            | - ライヴ映像 - ライヴ映像作品『"OPEN MUSIC CABINET" LIVE IN SAITAMA SUPER ARENA 2007』 |
| 5        | m-NAVI 2 "Keep on having fun with the MUSIC CABINET" | - 作品未収録 |
| 6        | Winding Road                                         | →「 Winding Road (ポルノグラフィティの曲)#収録作品 」を参照 |
| 7        | 休日                                                 | - ライヴ映像 - ライヴ映像作品『"OPEN MUSIC CABINET" LIVE IN SAITAMA SUPER ARENA 2007』 |
| 8        | NaNaNa サマーガール                                  | →「 NaNaNa サマーガール#収録作品 」を参照 |
| 9        | DON'T CALL ME CRAZY                                  | →「 ジョバイロ/DON'T CALL ME CRAZY#収録作品 」を参照 |
| 10       | ジョバイロ                                           | →「 ジョバイロ/DON'T CALL ME CRAZY#収録作品 」を参照 |
| 11       | m-NAVI 3 "Ready? Silvia, Geronimo, and Lily?"        | - 作品未収録 |
| 12       | 月明りのシルビア                                     | - 作品未収録 |
| 13       | Mr.ジェロニモ                                        | - ライヴ映像 - ライヴ映像作品『"OPEN MUSIC CABINET" LIVE IN SAITAMA SUPER ARENA 2007』 |
| 14       | 横浜リリー                                           | - アルバム - ベストアルバム『PORNO GRAFFITTI BEST JOKER』 - ライヴ映像 - ライヴ映像作品『"OPEN MUSIC CABINET" LIVE IN SAITAMA SUPER ARENA 2007』 - ライヴ映像作品『横浜ロマンスポルノ'16 〜THE WAY〜 Live in YOKOHAMA STADIUM』 |
| 15       | m-NAVI 4 "Let's enjoy till the end"                  | - 作品未収録 |
| 16       | ライン                                               | - アルバム - ベストアルバム『PORNO GRAFFITTI BEST ACE』 - ライヴ映像 - ライヴ映像作品『"OPEN MUSIC CABINET" LIVE IN SAITAMA SUPER ARENA 2007』 |
| 17       | グラヴィティ                                         | - アルバム - ベストアルバム『PORNO GRAFFITTI BEST JOKER』 - ライヴ映像 - ライヴ映像作品『横浜ロマンスポルノ'06 〜キャッチ ザ ハネウマ〜 IN YOKOHAMA STADIUM』 - ライヴ映像作品『"OPEN MUSIC CABINET" LIVE IN SAITAMA SUPER ARENA 2007』 - ライヴ映像作品『横浜・淡路ロマンスポルノ'08 〜10イヤーズ ギフト〜 LIVE IN AWAJISHIMA』 - ライヴ映像作品『ポルノグラフィティ20th Anniversary Special Live Box』 - ライヴ音源 - ライヴアルバム『"NIPPONロマンスポルノ'19〜神vs神〜" DAY1 (LIVE)』 |
| 18       | NaNaNa ウィンターガール                              | - ライヴ映像 - ライヴ映像作品『"OPEN MUSIC CABINET" LIVE IN SAITAMA SUPER ARENA 2007』 |